# Mili Avital
Mili Avital (Gerusalemme, 30 marzo 1972) è un'attrice israeliana.

## Biografia
Dopo aver frequentato una scuola di recitazione a New York nel 1993, è diventata famosa nel mondo occidentale partecipando a film come Stargate di Roland Emmerich nel ruolo femminile principale e Dead Man di Jim Jarmusch con una piccola parte.

### Vita privata
Dal 2004 è sposata con lo sceneggiatore Charles Randolph, da cui ha avuto un figlio.

## Filmografia parziale

### Cinema
- Stargate, regia di Roland Emmerich (1994)
- Dead Man, regia di Jim Jarmusch (1995)
- Crimini invisibili (The End of Violence), regia di Wim Wenders (1997)
- Amori & segreti (Polish Wedding), regia di Theresa Connelly (1998)
- Animals (Animals with the Tollkeeper), regia di Michael Di Jiacomo (1998)
- Amore tra le righe (Kissing a Fool), regia di Doug Ellin (1998)
- The Young Girl and the Monsoon, regia di James Ryan (1999)
- La macchia umana (The Human Stain), regia di Robert Benton (2003)
- Pazzo pranzo di famiglia (When Do We Eat?), regia di Salvador Litvak (2005)
- Noodle, regia di Ayelet Menahemi (2007)

### Televisione
- La rivolta (Uprising), regia di Jon Avnet (2001) - Film TV
- Law & Order - Unità vittime speciali (Law & Order: Special Victims Unit) - serie TV, episodio 2x19 (2001)
- After the Storm, regia di Guy Ferland (2001) - Film TV
- Hatufim – serie TV, 11 episodi (2009-2012)

## Doppiatrici italiane
- Anna Lana in Law & Order - Criminal Intent (9.5)
- Tiziana Avarista in La macchia umana
- Antonella Baldini in Pazzo pranzo di famiglia
- Claudia Catani in Amore tra le righe
- Francesca Fiorentini in The Young Girl and the Monsoon
- Eleonora De Angelis in Amori & Segreti
- Alessandra Korompay in Dead Man
- Roberta Pellini in Law & Order - Unità vittime speciali (1.1)